# Oresbius funereus
Oresbius funereus är en stekelart som först beskrevs av Otto Schmiedeknecht 1905.  Oresbius funereus ingår i släktet Oresbius och familjen brokparasitsteklar. Inga underarter finns listade i Catalogue of Life.